# Ses Fontanelles de Son Torrella
Ses Fontanelles de Son Torrella o, més comunament, Ses Fontanelles és una possessió de Santa Maria del Camí, situada dalt d'es Puig des Pi des Xibiu, nascuda a partir de la parcel·lació de Son Torrella als anys 30 del segle xx. També s'ha anomenada -sense èxit- Son Torrella Nou. Ses Fontanelles és un topònim que trobam a la documentació sobre Son Torrella des del segle xviii, ja que era una de les parts d'aquesta important possessió, entre el Pla de na Reala i el Puig de sa Talaia. Ses Fontanelles són una surgència permanent d'aigua situada ran del torrent de Coanegra. Aquesta font va tenir un paper important en el passat, en èpoques de sequera extrema, ja que mai no s'assecava. Treballs moderns de prospecció hidrològica n'han fet malbé el primitiu broll.
La casa fou edificada en els anys 40 del segle xx. Els trets constructius imiten en part estructures de la veïna Son Torrella. S'organitza entorn d'una clastra a la qual s'accedeix a través d'un portell. Aquesta compta amb una voravia emmacada, al voltant de la qual es disposen cinc bucs adossats de diferents altàries seguint les irregularitats del terreny. Destaca la torre mirador que sobresurt a l'esquerra.
La façana principal, d'una altària, correspon a la casa dels senyors. Les façanes laterals corresponen a dependències dels amos. La de la dreta té una portassa i diverses obertures disposades asimètricament, mentre que la de l'esquerra compta amb un portal allindanat flanquejat per dues finestres.
A la façana sud destaca un rellotge de sol i una terrassa a la qual s'accedeix des de l'exterior mitjançant una escala volada de pedra viva. Pel que fa a les dependències annexes, s'hi troben estables amb volta de canó situats a la part inferior de les cases, així com un forn i un magatzem situats aïlladament.
De les instal·lacions hidràuliques destaca un gran safareig i una cisterna situada a la clastra, amb coll circular de pedra viva. La finca disposa d'un petit hort de tarongers i arbres fruiters, ametlerar i guarda d'ovelles.